# Афанасьевка (Ржаксинский район)
Афана́сьевка — деревня в Ржаксинском районе Тамбовской области России. Входит в состав Пустоваловского сельсовета.

## География
Деревня находится на расстоянии 18 км к юго-западу от посёлка городского типа Ржакса, административного центра района, и 85 км к югу от города Тамбов, административного центра области.

### Часовой пояс
Деревня Афанасьевка, как и вся Тамбовская область, находится в часовой зоне МСК (московское время). Смещение применяемого времени относительно UTC составляет +3:00.

## История
В 2023 году в состав деревни включена деревня Марьевка.

## Население
| 2002 | 2010 |
| ---- | ---- |
| 310  | ↘259 |

### Национальный состав
Согласно результатам переписи 2002 года, в национальной структуре населения русские составляли 94 % из 310 чел.